# Grubenwehr

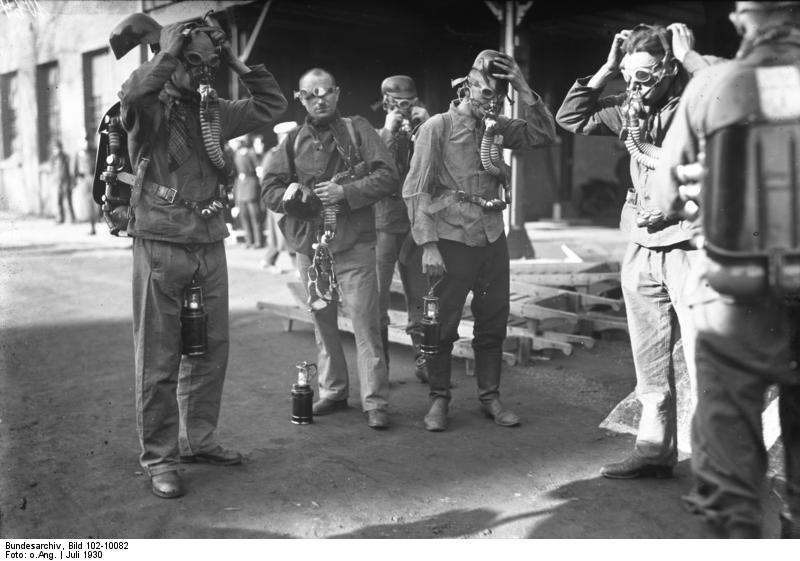
Grubenwehrleute beim Einsatz in Neurode 1930

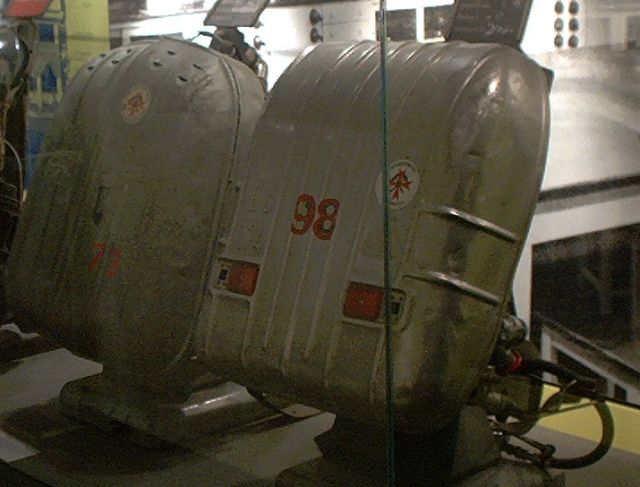
Atemschutzgeräte der Grubenwehr

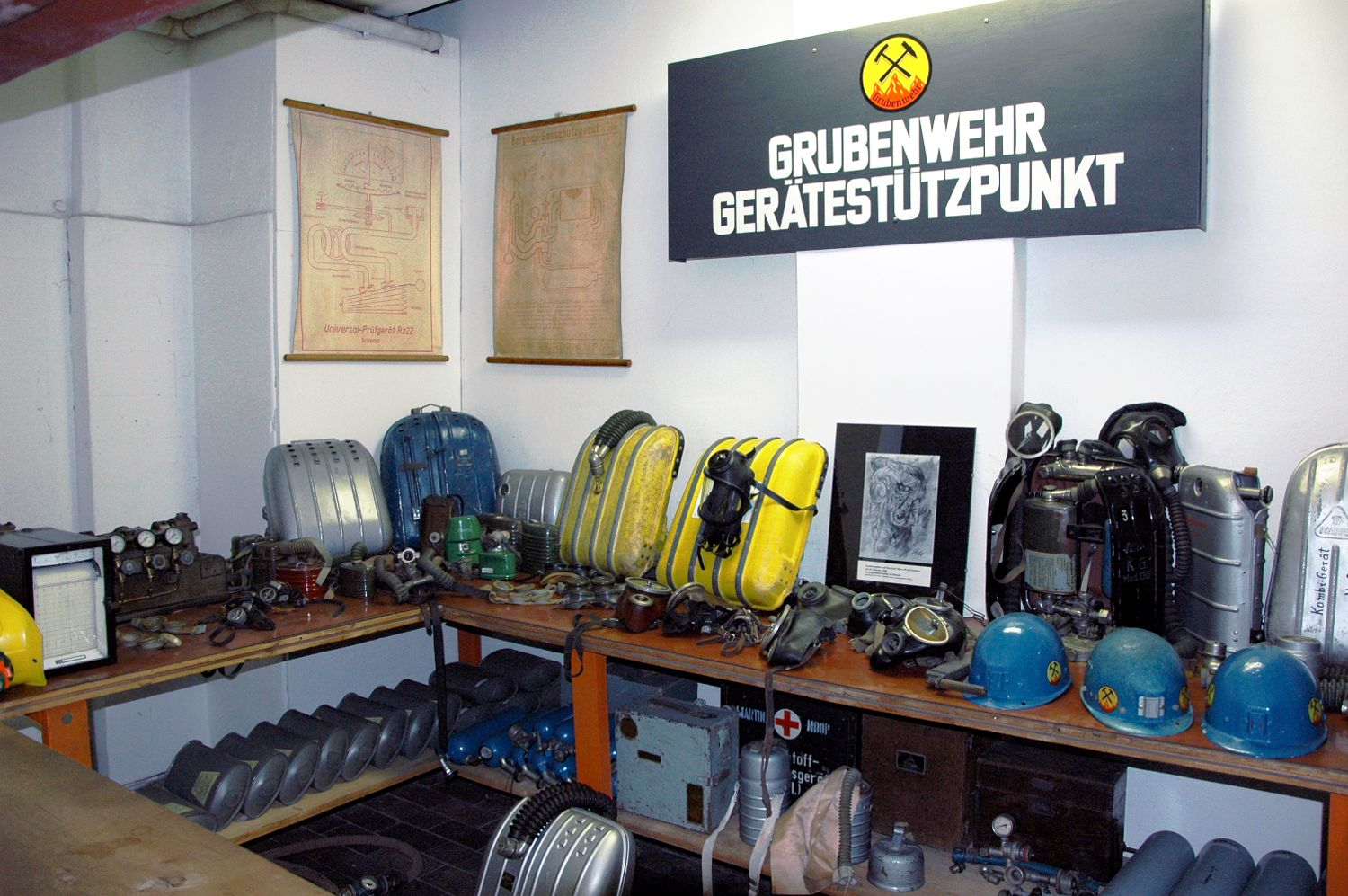
Historischer Gerätestützpunkt der Grubenwehr

Die Grubenwehr ist eine Hilfsorganisation mit der Aufgabe, bei Grubenunglücken zu helfen. Sie sind den Bergwerken angegliedert und stellen eine Art der Werkfeuerwehr dar.
Ihr Aufgabenbereich umfasst die Rettung und Bergung verunglückter Bergleute unter Tage, die Bekämpfung von Grubenbränden und die Erhaltung von Sachwerten.

## Ausstattung
Das Hauptaugenmerk liegt beim Atemschutz. Hierbei kommen spezielle umluftunabhängige Regenerationsgeräte zum Einsatz.
Zur Rettung wurden diverse, teilweise heute noch im Einsatz befindliche Geräte entwickelt.
- Der Schleifkorb, ähnlich der heute bei Feuerwehren zu findenden Schleifkorbtrage
- Die Dahlbuschbombe zum Transport durch enge Notbohrungen.

## Grubenwehren in Deutschland
Die Grubenwehren werden von der Berufsgenossenschaft Rohstoffe und chemische Industrie (Hauptstellen für das Grubenrettungswesen) ausgebildet, beraten und überwacht. Das Zentrale Grubenrettungswesen der Berufsgenossenschaft Rohstoffe und chemische Industrie hat seinen Sitz in Clausthal-Zellerfeld in Niedersachsen.
Insgesamt 535 Mitglieder hatte die Grubenwehr der RAG Anfang 2018 noch: in der Zentrale in Herne, an den Standorten der beiden Bergwerke und im Saarland, wo die letzte Zeche bereits 2012 die Förderung einstellte. Neue Wehrmänner werden in der über fünfjährigen Ausbildung nicht mehr ausgebildet.

### Auszeichnungen
Mitarbeiter der Grubenwehren mit besonderen Verdiensten um die Belange der Grubenwehr können mit dem vom Bundespräsidenten gestifteten Grubenwehr-Ehrenzeichen geehrt werden.
Die Auszeichnung wird sowohl als Anerkennung für eine langjährige aktive und vorbildliche Tätigkeit in den Grubenwehren (15 Dienstjahre für die Stufe Silber, 20 Dienstjahre für die Stufe Gold) als auch für einzelne Rettungstaten verliehen.